# Acacia williamsonii
Acacia williamsonii är en ärtväxtart som beskrevs av Arthur Bertram Court. Acacia williamsonii ingår i släktet akacior, och familjen ärtväxter. Inga underarter finns listade i Catalogue of Life.